# Bestrafen der Armen
Bestrafen der Armen. Zur neoliberalen Regierung der sozialen Unsicherheit ist ein soziologisch-zeitdiagnostisches und kriminalsoziologisches Buch von Loïc Wacquant, das 2009 als Übersetzung im Verlag Barbara Budrich erschien. Das französischsprachige Original Punir les pauvres. Le nouveau gouvernement de l'insécurité sociale stammt aus dem Jahr 2004. Im Buch werden am Beispiel der USA die komplementären Zusammenhänge zwischen Sozialpolitik und Kriminalpolitik unter den Bedingungen des Neoliberalismus aufgezeigt: In dem Maße, in dem die Kriminalpolitik punitiver wird, werden die Leistungen der Sozialpolitik gekürzt, in die Sozialpolitik wird staatlich weniger investiert, in den Strafsektor mehr.

## Inhalt
Im Vorwort wird geschildert, dass die Veränderungen von Strafverfolgung und Wohlfahrtspolitik in den USA als „Labor für die neoliberale Zukunft“ auch in anderen Staaten von Bedeutung sind. In der zweiteiligen Einleitung gibt es erstens Hinweise auf die dem Buch zugrunde liegende Theorie („zwischen Marx und Durkheim“) sowie der Methodik („Einengen des Gegenstandes“) und zweitens eine Skizzierung des Zusammenhangs von sozialer Unsicherheit und der gesellschaftlichen Aufwertung des Strafens.
Im ersten Hauptteil (Elend des Wohlfahrtsstaates) wird aufgezeigt, wie in den USA der sogenannte Almosenstaat mit dem ideologischen Argument der „Eigenverantwortung“ kritisiert, zurückgebaut und zunehmend mit Kontroll- und Sanktionselementen durchsetzt wurde. Besonders der Personal Responsability and Work Opportunity Act wird analysiert, der unter Präsident Bill Clinton im Jahre 1996 vom US-Kongress verabschiedet wurde.
Im zweiten Hauptteil (Größe des Strafrechtsstaates) wird das amerikanische Gefängnissystem mit der enormen Zunahme der Häftlingspopulation beschrieben, die nicht auf Kriminalitätszunahme beruhte, sondern auf Strafverschärfungen, insbesondere bei Bagatelldelikten. Außerdem wird die betriebsökonomische Orientierung (inklusive Privatisierung) der Gefängnissektors dargestellt.
Im dritten Hauptteil (Primäre Zielgruppen) werden die zwei Hauptzielgruppen der Strafverschärfungspolitik in den Blick genommen: Erstens das afroamerikanische Subproletariat in den urbanen Ghettos, zweitens die Sexualstraftäter. Wacquant formuliert zur ersten Gruppe die These, dass das expandierende und kontrollierende Gefängnissystem die Funktion erfüllt, die „aufgeweichte Kastenspaltung zwischen Weißen und Schwarzen neu zu zementieren“. Zur zweiten Gruppe kritisiert er die seit 1996 veröffentlichten Listen Haftentlassener (Megan‘s Law), die zwar die soziomoralische Geschlossenheit der puritanischen Mehrheitsgesellschaft bestärkten, der realen Sicherheit vor Sexualdelikten aber eher abträglich seien, weil es keine Therapiemaßnahmen mehr gäbe und ein falsches Bild von Sexualadelinquenten entstünde.
Im vierten und letzten Hauptteil (Europäische Deklinationen) vergleicht Wacquant die amerikanische mit der europäischen Entwicklung und sieht insbesondere in Frankreich erschreckende Parallelitäten.

## Rezeption
Heinrich Zwicky empfiehlt das Buch ohne Vorbehalte, es vermittle eine Reihe von Einsichten, die argumentativ hergeleitet und empirisch gut belegt sind. An der Übersetzung aus dem Französischen kritisiert er den Untertitel, „gouvernement“ als „Regierung“ sei eher unglücklich, weil es der stärkeren Substantivierung des Begriffs im Deutschen zu wenig Rechnung trage.
Robert Misik ist vom Buch beeindruckt und stimmt den Einschätzungen der gesellschaftlichen Folgen neoliberaler Politik zu: „Wacquant schildert detailliert und materialreich die Auswüchse dieser Politik. Und er ist ein parteiischer, ein zorniger Wissenschaftler: Dass linksliberale und sozialdemokratische Parteien einstimmen in den Chor, der alle Armen zu potenziellen Tätern und alle Täter zu menschlichem Unrat stilisiert, macht ihn wütend.“

## Ausgaben
- Loïc Wacquant: Punir les pauvres. Le nouveau gouvernement de l'insécurité sociale. Agone, Marseille 2004, ISBN 978-2-7489-0023-1.
  - Aus dem Französischen von Hella Beister: Bestrafen der Armen. Zur neoliberalen Regierung der sozialen Unsicherheit. 2, durchgesehen Auflage, Verlag Barbara Budrich, Opladen/Berlin/Toronto 2013, ISBN 978-3-8474-0121-6 (1. Auflage, Verlag Barbra Budrich, Opladen/Farmington Hill 2009, ISBN 978-3-86649-188-5).
  - Auszug aus: Bestrafen der Armen, 1. Auflage, S. 77–93 in leicht gekürzter Fassung. In: Daniela Klimke und Aldo Legnaro (Hrsg.): Kriminologische Grundlagentexte, Springer VS, Wiesbaden 2016, ISBN 978-3-658-06503-4, S. 219–241.
  - Punishing the poor. The neoliberal government of social insecurity. Duke University Press, Durham 2009, ISBN 978-0-8223-4404-9.